# Alvina Shipping A/S
Alvina Shipping A/S är ett danskt rederi som ägs av Rederi AB Gotland, även känt som Gotlandsbolaget. Bolaget är registrerat i Danmark. Alvina Shipping är ansvarigt för färjelinjen Go Nordic Cruiseline mellan Oslo och Köpenhamn, som köptes av DFDS under 2024. De kommer också att driva Gotlandstrafiken från 2027.

## Linjer
- Destination Gotland Gotlandstrafiken Från och med 2027 kommer Alvina Shipping att ta över driften av färjetrafiken mellan Gotland och svenska fastlandet, med Destination Gotland som underleverantör.[2]
- Go Nordic Cruiseline Oslo-Köpenhamn linjen mellan Oslo och Köpenhamn. Förvärvet av denna linje från DFDS under 2024 inkluderade två fartyg: M/S Nordic Pearl och  M/S  Nordic Crown[1]